# Lev Rubinstein
Lev Semiónovich Rubinstein (en ruso: Лeв Семёнович Рубинштейн) (Moscú, 19 de febrero de 1946-Moscú, 14 de enero de 2024) fue un poeta conceptualista y ensayista ruso.

## Biografía
Nació en Moscú en una familia de origen judío. Estudió filología en el Instituto Pedagógico Vespertino de Moscú (se diplomó en 1971) y debutó en la literatura a fines de los años sesenta.
Trabajó como bibliotecario en la época soviética, al tiempo que fue una de las principales figuras de la escena literaria alternativa, sus obras se divulgaban en copias a máquina, en lo que se conoció como samizdat.
Fue —junto con Vsévolod Nekrásov y Dmitri Prígov— uno de los fundadores y líderes del denominado conceptualismo de Moscú, movimiento artístico que surgió en los años setenta de la desaparecida Unión Soviética como reacción al realismo socialista oficial.
Adquirió fama con su estilística minimalista, y se lo conoce sobre todo por los textos que escribió en aquellos años y en los ochenta, que mecanografiaba en fichas de catálogo de biblioteca.
Sus trabajos se editaron en Occidente antes que en la URSS: las primeras traducciones de su poesía salieron a fines de los setenta, mientras que sus poemas comenzaron a publicarse en Rusia solo a fines de los ochenta.
A menudo suelen clasificarse sus primeros textos en el género de la poesía, pero esta clasificación es discutible y además contraria a la idea que el propio Rubinstein tiene de su obra, la cual concibe, según propias palabras, «un espejo pequeño, reflejándolos a todos intermitentemente». 
La crítica rusa Irina Ermakova ha dicho sobre su obra: «Lev Rubinstein cambió la forma de existir del texto poético. Marcado por su larga experiencia como bibliotecario, escribe frases recurrentes sobre fichas de biblioteca. Resulta algo intermedio entre la poesía y la prosa y el teatro de un actor. Los textos son caóticos, como la conciencia del hombre moderno, fracturada, inestable, agitada...»
En sus últimos años se dedicó a la ensayística. Colaboró en diversas revistas rusas y fue columnista del diario virtual ruso Grani.ru (políticamente opositor al gobierno de Vladímir Putin, participaba en las manifestaciones de protesta).
Participó en numerosos festivales de poesía y música, y sus obras han sido traducidas a varios idiomas europeos.

### Muerte
El 9 de enero, fue atropellado por un automóvil en un paso de peatones en Moscú. Fue hospitalizado con fracturas y una lesión cerebral traumática. A pesar de ser intervenido quirúrgicamente, falleció el 14 de enero de 2024, a los 76 años.